# Revoluční vojenská vláda Salvadoru
Revoluční vojenská vláda Salvadoru byla označením pro vládu tří různých vojenských junt v Salvadoru v letech 1979 až 1982. Revoluční vojenská vláda následovala po vojenském státním převratu, který ukončil předchozí období vojenské diktatury. První juntu tvořili plukovníci Adolfo Arnoldo Majano a Jaime Abdul Gutiérrez, a tři civilisté: Guillermo Ungo, Mario Antonio Andino a Román Mayorga Quirós. Od prosince 1980 vládla junta ve složení Majano a Gutiérrez, a José Antonio Morales Ehrlich, Héctor Dada Hirezi a José Ramón Ávalos Navarrete. Krátce poté se formální hlavou státu stal José Napoleón Duarte, čímž nabyla junta třetí podoby.
Revoluční vojenská vláda byla zdrojem mnoha porušování lidských práv, k nimž došlo po celé zemi během její vlády (stejně jako tomu bylo v předchozím období vojenské diktatury).

## Pozadí
Mezi lety 1962 a 1979 vládla v Salvadoru Strana národní koalice. Šlo o vojenskou diktaturu s vládou jedné strany. Strana národní koalice měla diplomatickou podporu Spojených států amerických a CIA cvičila a financovala salvadorské ozbrojené síly. Strana si udržovala kontrolu nad zemí prostřednictvím zmanipulovaných voleb, politického zastrašování a státem podporovaného terorismu proti civilistům a levicovým skupinám.
V březnu 1979 prezident Carlos Humberto Romero nechal vojáky násilně potlačit protesty a stávky proti své vládě, aby zabránil zahájení revoluce v Salvadoru, podobné revoluci v Nikaragui, která začala v předchozím roce a v září 1979 vedla ke svržení diktátora Anastasia Somozy Debayleho.
Mladí příslušníci armády získali podporu americké vlády a zorganizovali se pod vedením plukovníků Adolfa Arnolda Majana a Jaimeho Abdula Gutiérreze. Armáda provedla státní převrat 15. října 1979 a donutila Romera k rezignaci a odchodu do exilu.

## Historie

### První vojenská junta
Krátce po převratu plukovníci Adolfo Arnoldo Majano a Jaime Abdul Gutiérrez ustanovili revoluční juntu, kterou s nimi tvořili tři civilisté: Guillermo Ungo, Mario Antonio Andino a Román Mayorga Quirós. Junta se označovala za „reformní juntu“, která se k moci dostala prostřednictvím „reformního puče“ vedeného „reformními důstojníky“ v armádě. Junta slíbila přerozdělení bohatství a provedení několika celostátních reforem, včetně ekonomických, politických a agrárních reforem. slíbila také ukončení porušování lidských práv a konec politického útlaku. První zavedenou reformou bylo zrušení Národní demokratické organizace (ORDEN), organizace složené z několika pravicových paramilitárních skupin, které mučily politické oponenty, zastrašovaly voliče, manipulovaly s volbami a zabíjely rolníky. Během zrušení ORDEN však samotné paramilitární jednotky nebyly rozpuštěny a během občanské války operovaly nezávisle a páchaly různá zvěrstva. „Reformní junta“ mezitím během občanské války využívala vlastní eskadry smrti k porušování lidských práv.
Junta okamžitě čelila problémům z politické pravice i levice. V týdnech následujících po převratu pochodovaly ulicemi San Salvadoru tisíce civilistů a členů Sjednocené lidové akční fronty (FAPU), Lidových lig „28. února“ (LP-28) a Lidového revolučního bloku (BRP) a požadovaly zveřejnění všech informací o obětech vojenského režimu. Požadovali také, aby junta splnila své sliby o reformách a zahrnula také zvýšení mezd, snížení spotřebitelských cen a veřejné soudní procesy s vojenskými důstojníky, kteří se dříve dopustili porušování lidských práv vůči lidu. Mezitím se bohatí vlastníci půdy a podnikatelé, z nichž většina byla spojena s Národní asociací soukromých podniků (ANEP), postavili proti reformám, které junta slíbila zavést.
Armáda a Národní garda mezitím nadále zabíjely kohokoli podezřelého z příslušnosti k levicovému militantnímu hnutí. Do konce října 1979 armáda a Národní garda zabily přes 100 civilistů, ale junta tvrdila, že činy spáchaly síly, které nebyly pod její kontrolou.
V lednu 1980 rezignovali tři civilní členové junty. Celý kabinet, s výjimkou ministra národní obrany, brigádního generála Josého Guillerma Garcíi, také rezignoval. Majano a Gutiérrez zůstali ve svých funkcích a zorganizovali vytvoření druhé junty.

### Druhá vojenská junta
Ve druhé juntě byli vedla Majana a Gutiérreze opět tři civilisté: José Antonio Morales Ehrlich, Héctor Dada Hirezi a José Ramón Ávalos Navarrete. V březnu 1980 rezignoval Dada Hirezi poté, co byl další progresivní politik zabit krajně pravicovými eskadrami smrti. Místo něj byl do junty přijat významný politik José Napoleón Duarte, který byl opozičním kandidátem na prezidenta v roce 1972.
Ve stejný den, kdy se zformovala druhá junta, levicové skupiny vytvořily Politicko-vojenský koordinační výbor (CPM) pro boj s juntou a armádou. Jednalo se o koalici Lidových osvobozeneckých sil (FPL), Ozbrojených sil národního odporu (FARN) a Komunistické strany Salvadoru (PCES). O dva dny později byl vytvořen Revoluční koordinační výbor mas (CRM), který tvořily Sjednocená lidová akční fronta (FAPU), Lidové ligy „28. února“ (LP-28), Lidový revoluční blok (BRP) a Nacionalistická demokratická unie (UDN). Měli čtyři cíle: 1.) svrhnout juntu a ukončit americký imperialismus, 2.) ukončit nadvládu oligarchie a znárodnit půdu a průmysl, 3.) zajistit demokratická práva pro všechny a 4.) zvýšit kulturní úroveň, stimulovat lidové organizace a vytvořit nové revoluční ozbrojené síly.
V březnu 1980 junta schválila nové agrární reformy a znárodnila národní banku. Eskadra smrti, jednající na rozkaz majora Roberta D'Aubuissona, zavraždila v březnu 1980 během mše arcibiskupa Romera. Jeho pohřbu se zúčastnilo přibližně 250 000 lidí a asi 40 jich bylo zabito střelbou, o které se předpokládá, že ji spustila Národní garda. D'Aubuisson nebyl souzen za vraždu ani za velezradu, přestože se v dubnu pokusil svrhnout juntu, a v květnu 1980 byl propuštěn z vězení. Později, v září 1981, založil Nacionalistickou republikánskou alianci (ARENA).
V říjnu 1980 spojily síly Lidové osvobozenecké síly Farabunda Martího (FPL), Komunistická strana Salvadoru (PCES), Národní odpor (RN), Lidová revoluční armáda (ERP) a Revoluční strana středoamerických pracujících – Salvador (PRTC) a vytvořily Národní osvobozeneckou frontu Farabunda Martího (FMLN). Skupina byla pojmenována po Farabundovi Martím, komunistickém vůdci povstání z roku 1932.
Majano v květnu rezignoval na funkci předsedy junty a vrchního velitele ozbrojených sil a předal tyto pozice Gutiérrezovi, ale zůstal členem junty. Kvůli tlaku Gutiérreze a Spojených států na odstoupení však Majano v prosinci 1980 z junty zcela rezignoval, čímž fakticky ukončil druhou juntu. Junta poté vydala zatykač na Majana. V únoru 1981 byl zatčen armádou na základě obvinění z vojenské neposlušnosti, v březnu byl propuštěn a odešel do exilu v Panamě.

### Třetí vojenská junta

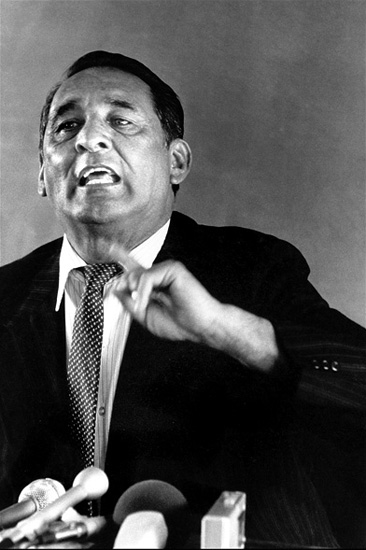
José Napoleón Duarte (1982)

Třetí vojenská junta se skládala z členů předchozí junty: Gutiérrez, Duarte, Morales Ehrlich a Ávalos Navarrete. Duarte sloužil jako prezident junty, zatímco Gutiérrez jako viceprezident. Třetí junta pokračovala v provádění agrárních reforem a slibovala demokratizaci. Spojené státy za prezidenta Ronalda Reagana pokračovaly v poskytování ekonomické pomoci a diplomatické podpory juntě.
FMLN zahájila v lednu 1981 „závěrečnou ofenzívu“ s cílem svrhnout vládu a převzít kontrolu nad zemí. Junta ofenzívu zbrzdila a do konce ledna skončila pro FMLN strategickým neúspěchem, ale dokázala, že je schopnou bojovou silou. Junta na ofenzívu reagovala zahájením vlastní ofenzívy spálené země v březnu 1981 v severním Salvadoru.
Aby demokratizovala zemi, junta naplánovala legislativní volby na březen 1982 a prezidentské volby na duben 1982. V parlamentních volbách uspěla opozice, ta následně volila prezidenta, kterým se stal Álvaro Magaña. Byl prvním civilním prezidentem od roku 1931. Nástup Magaña ukončil vládu revoluční vojenské vlády Salvadoru. Duarte pokračoval v politice a v roce 1984 se stal prezidentem, zatímco Gutiérrez odešel z armády.
V letech 1979 až 1982 se junty dopustily různých porušování lidských práv a válečných zločinů. Vojáci a důstojníci junty vytvořili několik eskadry smrti a paramilitárních skupin, které útočily na levicové militanty a civilisty. Protože eskadry smrti se skládaly z vojáků armády a Spojené státy financovaly armádu, Spojené státy nepřímo financovaly také eskadry smrti.
Nejznámějším praporem armády vycvičeným USA byl prapor Atlácatl. Prapor spáchal dva z nejkrvavějších masakrů během občanské války: masakr v El Calabozo a masakr v El Mozote. Mezitím Národní garda, vojenský oddíl č. 1 a paramilitární jednotky, které byly dříve součástí ORDEN, spáchaly masakr na řece Sumpul na honduraské hranici.